# Dobolii de Sus
Dobolii de Sus (węg. Feldoboly) – wieś w Rumunii, w okręgu Covasna, w gminie Boroșneu Mare. W 2011 roku liczyła 229 mieszkańców.